# Mejšar
Mejšar (hebrejsky מֵישָׁר, doslova „Srovnaný“, v oficiálním přepisu do angličtiny Meshar, přepisováno též Meishar) je vesnice typu mošav v Izraeli, v Centrálním distriktu, v Oblastní radě Gederot.

## Geografie
Leží v nadmořské výšce 49 metrů v hustě osídlené a zemědělsky intenzivně využívané pobřežní nížině.
Obec se nachází 10 kilometrů od břehu Středozemního moře, cca 28 kilometrů jižně od centra Tel Avivu, cca 45 kilometrů západně od historického jádra Jeruzalému a 9 kilometrů severovýchodně od přístavního města Ašdod. Je součástí jednotně koncipovaného bloku zemědělských osad Misgav Dov, Šdema, Kfar Mordechaj a Mejšar, které jsou situovány do kruhu okolo centrální vesnice Aseret. Mejšar obývají Židé, přičemž osídlení v tomto regionu je etnicky převážně židovské.
Mejšar je na dopravní síť napojen pomocí místní silnice číslo 4101 a 4102, která jižně od zdejšího komplexu vesnic ústí do dálnice číslo 41. Další místní komunikace vede k východu, do sousedního města Gedera.

## Dějiny
Mejšar byl založen v roce 1950. Zakladateli mošavu byli Židé z Polska a Německa, kteří předtím tři měsíce pobývali v nedalekém přistěhovaleckém táboře. Někteří z nich se za druhé světové války skrývali v lesích na západě SSSR. V první fázi osadníci pobývali v nové vesnici v provizorních stanech.
Původně šlo o zemědělské sídlo. V současnosti již většina obyvatel pracuje mimo obec.

## Demografie
Podle údajů z roku 2014 tvořili naprostou většinu obyvatel v Mejšar Židé (včetně statistické kategorie "ostatní", která zahrnuje nearabské obyvatele židovského původu ale bez formální příslušnosti k židovskému náboženství).
Jde o menší obec vesnického typu s dlouhodobě rostoucí populací. K 31. prosinci 2014 zde žilo 804 lidí. Během roku 2014 populace stoupla o 3,5 %.
| Rok            | 1961 | 1972 | 1983 | 1995 | 2001 | 2003 | 2004 | 2005 | 2006 | 2007 | 2008 | 2009 | 2010 | 2011 | 2012 | 2013 | 2014 |
| -------------- | ---- | ---- | ---- | ---- | ---- | ---- | ---- | ---- | ---- | ---- | ---- | ---- | ---- | ---- | ---- | ---- | ---- |
| Počet obyvatel | 228  | 189  | 245  | 314  | 439  | 474  | 501  | 536  | 536  | 547  | 564  | 705  | 742  | 744  | 772  | 777  | 804  |